# Національно-радикальний табір (1934)

Символ угруповання

«Національно-радикальний табір» (пол. Obóz Narodowo-Radykalny, ONR) — екстремістське націоналістичне польське угруповання (партія), організоване 14 травня 1934 року молодими активістами Табору великої Польщі.
Оскільки організація активно вдавалася до політичного насильства (включаючи антисемітські погроми і напади на демонстрації лівих сил), вона була заборонена через три місяці існування і надалі перебувала на нелегальному становищі. У 1935 році, коли деякі лідери були інтерновані в таборі в Березі Картузькій, розкололася на Народно-радикальний табір Фаланга і Національно-радикальний табір ABC. Під час Другої світової війни обидві фракції створили підпільні групи, однією з яких була Конфедерація народу; багато членів приєдналися до правонаціоналістичного крила Опору (Національні збройні сили) або до колабораціоністів. У 1944 році обидві фракції ONR були заборонені декретом Уряду Польщі у вигнанні.
Ідеологічно партія перебувала під впливом італійського фашизму. Символом була Фаланга.
У 1993 році в Польщі була утворена однойменна неонацистська організація.